# Sessa Aurunca

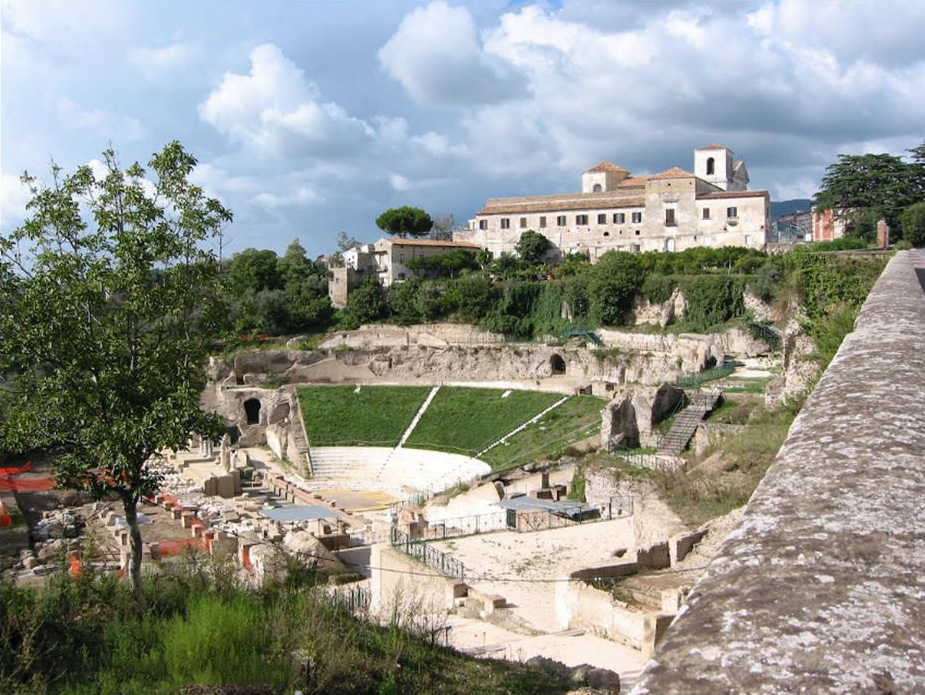
Romeins theater bij Sessa Aurunca

Sessa Aurunca is een gemeente in de Italiaanse provincie Caserta (regio Campanië) en telt 22.877 inwoners (31-12-2004). De oppervlakte bedraagt 163,0 km2, de bevolkingsdichtheid is 140 inwoners per km2.
Tot de 20e eeuw stond er een middeleeuwse toren in het dorp. De bouwheer was Pandulf I, prins van Capua-Benevento.
De volgende frazioni maken deel uit van de gemeente: Baia Domizia.

## Demografie
Sessa Aurunca telt ongeveer 8491 huishoudens. Het aantal inwoners daalde in de periode 1991-2001 met 2,4% volgens cijfers uit de tienjaarlijkse volkstellingen van ISTAT.
| Jaar | Inwoneraantal |
| ---- | ------------- |
| 1991 | 23.394        |
| 2001 | 22.825        |

## Geografie
Sessa Aurunca grenst aan de volgende gemeenten: Carinola, Castelforte (LT), Cellole, Falciano del Massico, Galluccio, Minturno (LT), Mondragone, Rocca d'Evandro, Roccamonfina, Santi Cosma e Damiano (LT), Teano.